# 金鵄

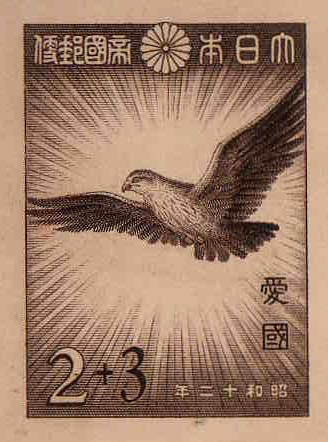
1937年發行的金鵄郵票

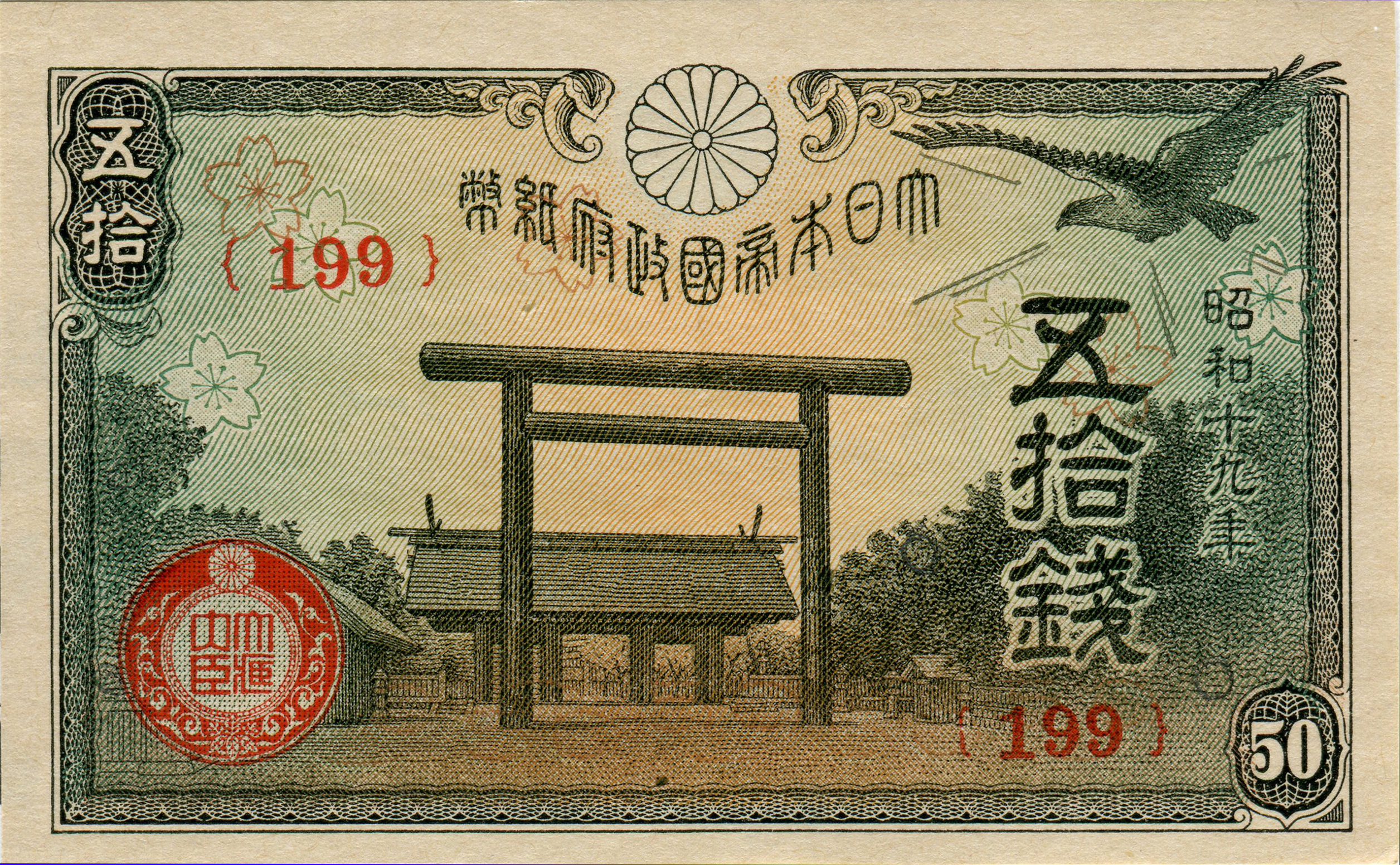
1944年發行的大日本帝國政府紙幣

金鵄（日语：きんし）是《日本書紀》中記載的金色的鵄。

## 概要

### 日本書紀之記載
根據《日本書紀》卷第三的記述，神武東征時，神武天皇和長髓彥作戰卻無法得勝。忽然天氣變得陰暗且下起冰雹，神武天皇的弓弭停了一隻靈鵄，發出的金色光輝狀如流電，使敵軍迷眩，故天皇軍獲得勝利。此靈鵄被稱為「金鵄」，而獲勝戰場名為「鵄邑」，後訛傳成「鳥見」。

## 解說

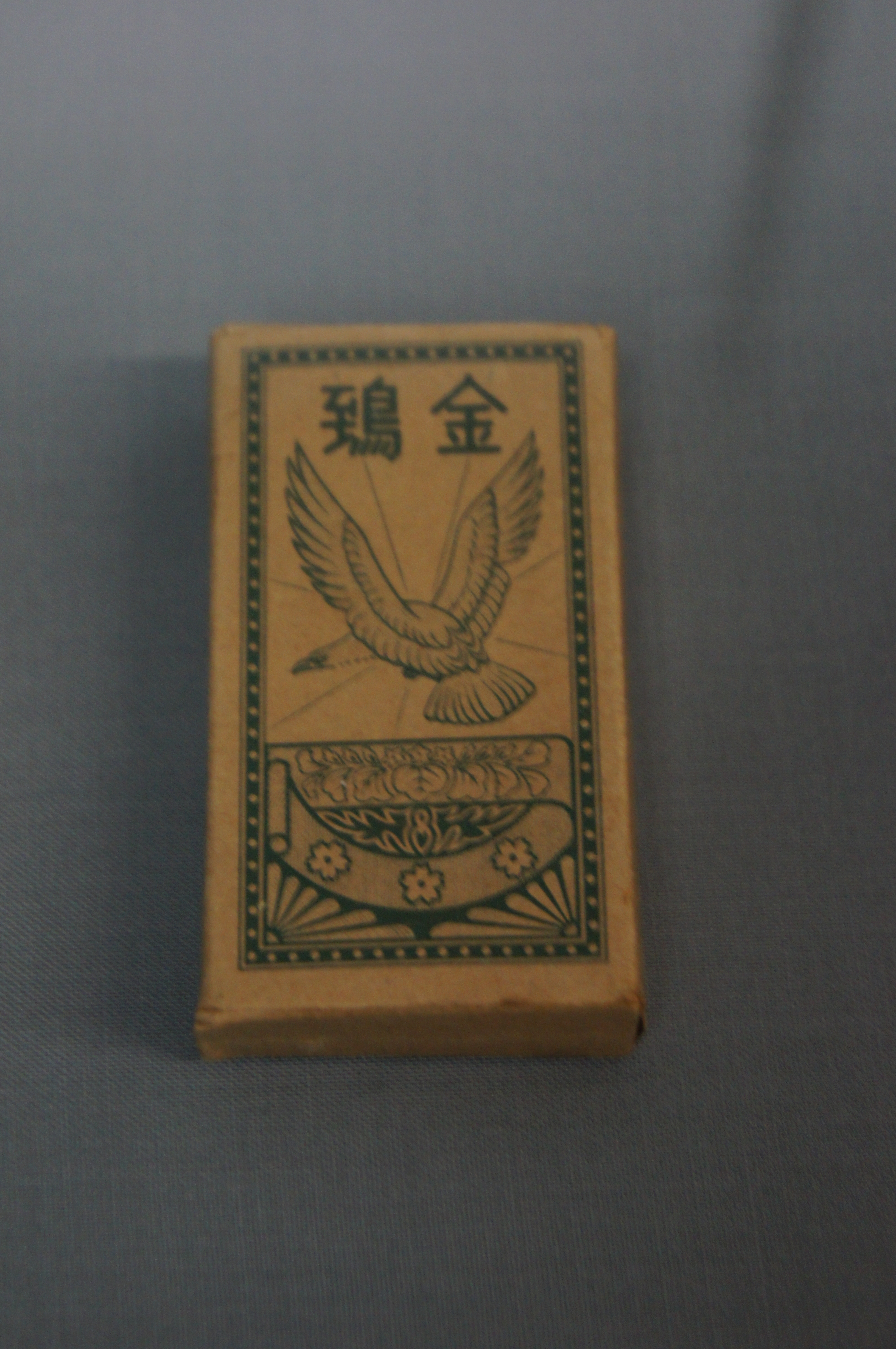
二战期间的「金鵄」烟盒

日本神話神武東征故事中另有一隻從熊野到大和為天皇軍帶路的八咫烏，故事演變至今，金鵄常和八咫烏被混為一談。另外，大錦旛（一種靈鵄形大錦旛，天皇登基時豎立在紫宸殿前庭）上繡有金鵄圖案。此外，日本國產香菸「Golden Bat」受到第二次世界大戰的反敌性语运动影響，曾於昭和15年（1940年）至昭和24年（1949年）間改名為「金鵄」。

## 信仰
日本主祀金鵄的神社主要計有下述：
- 金鵄神社（島根縣出雲市國富町）：都牟自神社之境內社。

## 內部連結
- 八咫烏
- 金鵄勳章

## 外部連結
- （日語）金鵄発祥之処といわれる鵄山（とびやま） （页面存档备份，存于）
- （日語）奈良歴史漫歩 No.039：長髄彦の故地 （页面存档备份，存于）